# Birdy (roman)
 For alternative betydninger, se Birdy. (Se også artikler, som begynder med Birdy)
Birdy er en roman fra 1978 skrevet af den amerikanske forfatter William Wharton. Bogen modtog i 1980 den amerikanske "National Book Award" for den bedste debutroman, og samme år var den også nomineret til Pulitzerprisen.
I 1984 blev Birdy filmatiseret med Matthew Modine og Nicolas Cage i hovedrollerne og med Alan Parker som instruktør.